# Barnet Copthall
Barnet Copthall è un impianto sportivo multifunzione britannico.
Si trova a Hendon, quartiere del borough londinese di Barnet.
Inaugurato nel 1964 come stadio d'atletica con il nome di Copthall Stadium, ha trovato utilizzo anche in calcio, speedway e rugby a 13, finché nel 2010 non fu preso in affitto e, successivamente, in gestione, dal Saracens, club di rugby a 15 che ne ha fatto da allora il suo stadio interno.
Per esigenze di sponsorizzazione l'impianto è noto dal 2021 come StoneX Stadium; in passato, dal 2012 al 2020, fu noto come Allianz Park a seguito dell'accordo di naming con l'assicurazione tedesca Allianz.

## Storia
Lo stadio, situato in una zona a nord di Londra storicamente parte di Hertfordshire e Middlesex, nacque come terreno di atletica: inizialmente in terra battuta, fu inaugurato a luglio 1964 con una riunione d'atletica scolastica.
Nel 1976 la pista fu sottoposta a ristrutturazione e sostituita con una in materiale sintetico, a propria volta rimpiazzata nel 1989 da una prodotta da Rekortan, e fu utilizzata non solo per gare d'atletica ma anche di speedway.
Quando Londra ventilò l'ipotesi negli anni ottanta di ospitare le Olimpiadi, il Copthall Stadium fu uno di quelli più indicati come sede di gare della manifestazione per via della sua polifunzionalità, essendo dotato anche di una piscina e strutture interne per le arti marziali.
Nel 1993 il club di rugby a XIII dei London Crusaders, dopo avere lasciato il Crystal Palace Sports Centre, era in cerca di una sede fissa per i propri incontri e si accordò con il consiglio distrettuale di Barnet per la locazione dell'impianto.
I Crusaders, nel frattempo ribattezzati London Broncos, rimasero fino al 1997 nell'impianto, quando si trasferirono al Twickenham Stoop Stadium per dividere la sede con la squadra di rugby a XV dell'Harlequins.
Negli anni successivi lo stadio ospitò anche alcuni club di calcio delle serie minori cittadine quali il Kentish Town e il Maccabi Lions, finché nel 2010 il Saracens, club professionistico di rugby a XV, manifestò interesse per trasferirvisi dopo la separazione dal club calcistico Watford nella coabitazione in Vicarage Road.
Il Saracens sottopose al consiglio distrettuale di Barnet un piano di ampliamento della struttura a 10000 posti, la posa in opera di un fondo artificiale e la salvaguardia della pista d'atletica affinché lo stadio potesse continuare a svolgere lo scopo originario per cui era stato edificato.
Il progetto ebbe via libera e il club edificò due tribune coperte sui lati lunghi; a inizio 2013 fu pronto anche il terreno artificiale, il primo del suo genere nella storia del rugby inglese.
I circa 20 milioni necessari per la ristrutturazione dell'impianto provennero in parte dall'accordo di naming dello stesso con la compagnia assicurativa tedesca Allianz; l'accordo con il consiglio distrettuale prevedeva anche che Barnet Copthall rimanesse aperto come polo sportivo per la collettività, vista la proprietà pubblica della struttura.
In tale ottica, Barnet Copthall continuò a ospitare altre manifestazioni non esclusivamente rugbistiche, come la Coppa del Mondo 2016 di Frisbee Guts e Ultimate o la mezza maratona di Londra 2017 partita da Wembley.
Dopo la penalizzazione di 105 punti e la conseguente retrocessione inflitta nel 2020 al Saracens per violazione delle norme sul salary cap, Allianz ritirò la propria sponsorizzazione da squadra e impianto.
A successiva stagione di RFU Championship in corso, il Saracens ha stipulato un accordo quadriennale di naming con la società di servizi finanziari StoneX valido fino a tutta la stagione 2024-25.
Nel corso della pandemia di COVID-19, Barnet Copthall è stato messo a disposizione della cittadinanza come hub vaccinale.